# Френк Мейсон Робінсон
Френк Мейсон Робінсон (англ. Frank Mason Robinson; 12 вересня 1845 — 8 липня 1923) був першим і дуже важливим маркетологом та рекламодавцем того, що стало відомо як Coca-Cola.

## Кар'єра
Взимку 1885 року Робінсон і його діловий партнер Девід Доу приїхали на Південь США, щоб продати винайдену ними машину під назвою «хроматичний друкарський пристрій», яка мала можливість друкувати два кольори одним штампом. Після прибуття в Атланту, Робінсон і Девід звернулися до доктора Джона С. Пембертона, хіміка і фармацевта, з яким було укладено угоду про продаж. У 1886 році Френк Робінсон офіційно оселився в Атланті, де було створено новий бізнес під назвою Pemberton Chemical Company, що складався з Робінсона, Пембертона, Девіда Доу та старого партнера Пембертона — Еда Холланда.

### Кока-кола
Пембертон експериментував із лікувальним рецептом, який містив листя коки та горіхи коли. Робінсон, який був бухгалтером і партнером Пембертона, дав сиропу назву «Coca-Cola», де Coca походить від листя коки, а Cola — від горіхів коли. Цю назву обрали і з тієї причини, що «вона була милозвучною». Він також був відповідальним за написання назви «Coca-Cola» шрифтом Спенсеріан, який був популярний серед бухгалтерів тієї епохи. Сам дизайн залишається одним з найвідоміших з усіх торговельних марок світу.
Кока-колу було представлено у травні 1886 року, в аптеці Jacobs, Атланта. За перший рік було продано 25 галонів (95 літрів) напою, а наступного року продажі зросли до 1,049 галонів (3,970 літрів). Пембертон, перед своєю смертю у 1888 році, продав формулу Асі Г. Кендлеру, іншому фармацевту та бізнесмену з Атланти, за загальну інвестицію у 2300 доларів. 1892 року Coca-Cola стала офіційною корпорацією штату Джорджії під назвою Coca-Cola Company, на чолі з Аса Г. Кендлером, його братом Джоном С. Кендлером, Френком М. Робінсоном та двома іншими партнерами. Робінсон працював фінансистом та секретарем компанії і змінив рецепт сиропу Кока-коли, щоб до прийняття «Закону про чисту їжу та ліки» напій не містив слідів кокаїну. Стартовий капітал компанії становив 100 тис. доларів.
Загалом Робінсон відповідав за ранню рекламу Кока-коли до та після того, як Кендлер придбав назву й формулу у Пембертона. Перші реклами з'явилися у 1887 році, в журналі The Atlanta Journal. Ще працюючи з Пембертоном, Робінсон робив перші реклами так, щоб вони відображали короткі та діючі фрази, такі як «Кока-Кола! Смачна! Освіжаюча! Зворушлива! Бадьорлива! Новий популярний газований напій, що містить властивості чудової рослини Коки та знаменитого горіха Коли». Вони демонстрували напій як лікувальний, але з унікальним смаком. Перша реклама запрошувала людей спробувати «новий і популярний газований напій». Біля магазинів були розміщені вручну намальовані клейонки з назвою бренду і чіпляючими словами, такими як «Напій», щоб звернути увагу клієнтів та інших людей на новий лікувальний напій, який разом із цим був смачною содовою. У перший рік продажі становили в середньому дев'ять пляшок на день.
Пізніше Робінсон пішов у відставку у 1914 році, але залишився одним з директорів компанії. У газеті The Columbus Enquirer-Sun, 1906 року була опублікована стаття, яка хвалила роботу Робінсона: «є одна людина, якій належить особлива заслуга в тому, що формула Кока-коли залишилася в руках жителів Джорджії, і той факт, що цей напій незабаром став таким популярним. Це містер Робінсон, секретар компанії Coca-Cola… Говорять, що містер Робінсон разом із розвиненням напою розвинувся і сам. Сьогодні він є одним із найкращих експертів з реклами в Америці, завдяки своєму досвіду в Coca-Cola».

## Особисте життя
Робінсон народився у штаті Мен, але пізніже почав жити у Айові, де одружився з Лаурою Клепп. Мав дім у Друїд-Гіллз, передмісті Атланти. Він також мав 40 акрів (160,000 м2) будинку на березі річки Чаттахучі в окрузі Кобб. Ця територія раніше була південною фортифікацією, яка захищала залізничний міст. Сьогодні це майно є природним заповідником імені Френка Мейсона Робінсона. Він володів шістьма резиденціями, які безкоштовно надавалися родині та друзям.
Робінсон викладав біблійське вчення у Першій християнській церкві Атланти. Великий англійський вітраж, присвячений його пам'яті, знаходиться над кафедрою Християнської церкви Пічтрі. Він був республіканцем у національній політиці, але демократом у місцевій політиці та політиці штату.
Робінсон помер у липні 1923 року і був похований на кладовищі Вествью в Атланті.